# Saboč (Baranjska županija, Mađarska)
Saboč ili Sabloč (mađ. Drávaszabolcs) je pogranično selo u južnoj Mađarskoj.
Zauzima površinu od 11,22 km četvorna.

## Zemljopisni položaj
Nalazi se na 45° 48' 21" sjeverne zemljopisne širine i 18° 12' 41" istočne zemljopisne dužine, sjeverno od obale rijeke Drave i uz granicu s Republikom Hrvatskom. Najbliže naselje u RH je Donji Miholjac koji se nalazi 3 km jugozapadno.
Susjedna sela su Čeja, Grdiša, Palkanja, Kovačida, Pačva, Sredalj i gradić Harkanj.

## Upravna organizacija
Upravno pripada Šikloškoj mikroregiji u Baranjskoj županiji. Poštanski broj je 7851.

## Povijest
Saboč i okolica su bili naseljeni još u brončanom dobu, što potvrđuju arheološki nalazi.
Saboč se prvi put u pisanim ispravama spominje 1216. kao Zobolson, 1395. kao Zabolch, a 1478. kao Zabolcz.
Selo je nekad pripadalo obitelji Kean (Kaan). Prvi vlasnici su bili iz ogranka obitelji Siklósi.
Selo nije opustilo za vrijeme turske vlasti. Pred tursko vrijeme je pripadala Zrinskima.
1700-ih je pripadala šikloškim gospodarima.
U 18. st. se kao vlasnik sela spominje obitelj Batthyány.

## Promet
3 km sjeverno od sela prolazi željeznička prometnica Barča – Šeljin – Mohač, a kroz selo u pravcu sjever-jug prolazi državna cestovna prometnica br. 58.

## Stanovništvo
Sabloč ima 711 stanovnika (2001.). Mađari su većina. Romi čine 1,9% stanovnika i u selu imaju manjinsku samoupravu, a u selu je i 1,6% Hrvata. Preko 2/5 stanovnika su rimokatolici, 28% su kalvinisti te ostali.

## Znamenitosti
- nacionalni park Dunav – Drava

## Vanjske poveznice
- Drávaszabolcs Önkormányzatának honlapja
- Drávaszabolcs a Vendégvárón  Arhivirana inačica izvorne stranice od 27. kolovoza 2005. (Wayback Machine)
- Saboč (Sabloč) na fallingrain.com